# Pływanie na Letnich Igrzyskach Olimpijskich 1920 – 400 m stylem dowolnym mężczyzn
Pływanie na dystansie 400 metrów stylem dowolnym mężczyzn było jedną z konkurencji pływackich rozgrywanych podczas VII Igrzysk Olimpijskich w Antwerpii. Był to trzeci raz, gdy ta konkurencja była przeprowadzona podczas igrzysk olimpijskich.
W konkurencji wzięło dwudziestu dwóch zawodników reprezentujących jedenaście ekip narodowych. Wyścigi eliminacyjne zostały przeprowadzone 26 sierpnia, wyścigi półfinałowe 27 sierpnia, zaś finał 28 sierpnia.
Spodziewano się, że główna rywalizacja będzie miała miejsce pomiędzy rekordzistą świata Amerykaninem Normanem Rossem a znakomitym pływakiem australijskim Frankiem Beaurepairem, medalistą z igrzysk w Londynie w 1908 roku. Jednak Australijczyk rozpoczął wyścig finałowy zbyt szybko i nie ukończył go, co pozwoliło Rossowi łatwo zdobyć złoty medal. Rekordzista olimpijski, Kanadyjczyk George Hodgson, odpadł z rywalizacji w fazie półfinałowej.

## Rekordy
Tak przedstawiały się rekordy na tym dystansie przed igrzyskami w Antwerpii:
| Rekord świata     | 5:14,6 | Norman Ross    | Los Angeles (USA) | 9 października 1919 |
| Rekord olimpijski | 5:24,4 | George Hodgson | Sztokholm (SWE)   | 14 lipca 1912       |

## Wyniki

### Eliminacje
Do półfinałów awansowali dwaj najlepsi zawodnicy z każdego wyścigu eliminacyjnego oraz najszybszy zawodnik z trzeciego miejsca.
Wyścig 1
| Miejsce | Zawodnik       | Czas   | Uwagi |
| ------- | -------------- | ------ | ----- |
| 1       | Norman Ross    | 6:16,2 | Q     |
| 2       | Kenkichi Saitō | 6:16,8 | Q     |

Wyścig 2
| Miejsce | Zawodnik           | Czas   | Uwagi |
| ------- | ------------------ | ------ | ----- |
| 1       | Harold Annison     | 5:58,0 | Q     |
| 2       | Keith Kirkland     | 6:12,2 | Q     |
| 3       | Paul Vasseur       | 6:30,4 |       |
| 4       | Alfred Steen       | 6:30,6 |       |
| 5       | René Ricolfi-Doria |        |       |

Wyścig 3
| Miejsce | Zawodnik         | Czas   | Uwagi |
| ------- | ---------------- | ------ | ----- |
| 1       | William Harris   | 5:57,8 | Q     |
| 2       | Henry Taylor     | 6:01,2 | Q     |
| 3       | Masayoshi Uchida | 6:40,0 |       |
| 4       | Alois Hrášek     |        |       |

Wyścig 4
| Miejsce | Zawodnik          | Czas   | Uwagi |
| ------- | ----------------- | ------ | ----- |
| 1       | George Vernot     | 5:32,6 | Q     |
| 2       | Fred Kahele       | 5:37,4 | Q     |
| 3       | Frank Beaurepaire | 5:42,0 | q     |
| 4       | Arne Borg         |        |       |
| 5       | Edward Peter      |        |       |
| 6       | Gilio Bisagno     |        |       |

Wyścig 5
| Miejsce | Zawodnik            | Czas   | Uwagi |
| ------- | ------------------- | ------ | ----- |
| 1       | Ludwig Langer       | 5:41,1 | Q     |
| 2       | George Hodgson      | 5:49,8 | Q     |
| 3       | John Hatfield       | 5:50,6 |       |
| 4       | Henry Hay           |        |       |
| 5       | Antonio Quarantotto |        |       |

### Półfinały
Do finału awansowali dwaj najlepsi zawodnicy z każdego wyścigu półfinałowego oraz najszybszy zawodnik z trzeciego miejsca.
Półfinał 1
| Miejsce | Zawodnik       | Czas         | Uwagi |
| ------- | -------------- | ------------ | ----- |
| 1       | Norman Ross    | 5:33,8       | Q     |
| 2       | Fred Kahele    | 5:35,8       | Q     |
| 3       | William Harris | 5:36,0       |       |
| 4       | Henry Taylor   |              |       |
| —       | Kenkichi Saitō | Nie ukończył |       |

Półfinał 2
| Miejsce | Zawodnik          | Czas         | Uwagi |
| ------- | ----------------- | ------------ | ----- |
| 1       | George Vernot     | 5:27,8       | Q     |
| 2       | Ludwig Langer     | 5:29,2       | Q     |
| 3       | Frank Beaurepaire | 5:32,8       | q     |
| 4       | George Hodgson    |              |       |
| 5       | Harold Annison    |              |       |
| —       | Keith Kirkland    | Nie ukończył |       |

### Finał
| Miejsce | Zawodnik          | Czas         |
| ------- | ----------------- | ------------ |
| 1       | Norman Ross       | 5:26,8       |
| 2       | Ludwig Langer     | 5:29,0       |
| 3       | George Vernot     | 5:29,6       |
| 4       | Fred Kahele       |              |
| —       | Frank Beaurepaire | Nie ukończył |